# Tépe
Tépe é um município da Hungria, situado no condado de Hajdú-Bihar. Tem 23,22 km² de área e sua população em 2015 foi estimada em 1.104 habitantes.